# Dong’ao (köpinghuvudort i Kina, Hainan Sheng, lat 18,72, long 110,40)
Dong'ao är en köpinghuvudort i Kina. Den ligger i provinsen Hainan, i den södra delen av landet, omkring 150 kilometer söder om provinshuvudstaden Haikou. Antalet invånare är 36 401. Befolkningen består av 15 741 kvinnor och 20 660 män. Barn under 15 år utgör 18,0 %, vuxna 15-64 år 72 %, och äldre över 65 år 8,0 %.
Närmaste större samhälle är Wanning, 9,4 km norr om Dong'ao. 
Genomsnittlig årsnederbörd är 2 185 millimeter. Den regnigaste månaden är september, med i genomsnitt 364 mm nederbörd, och den torraste är januari, med 20 mm nederbörd.